# میدوی (کنتاکی)
میدوی (به انگلیسی: Midway) شهری در ایالت کنتاکی کشور ایالات متحده آمریکا است که جمعیت آن در سرشماری سال ۲۰۱۰ میلادی، ۱٬۶۴۱ نفر بوده‌است.